# Mathieu Bodmer
Mathieu Bodmer (Évreux, 22 november 1982) is een Frans voormalig voetballer die meestal als centrale middenvelder speelde.

## Clubcarrière
Bodmer begon bij SM Caen en brak door bij Lille OSC, waarmee hij in 2004 de UEFA Intertoto Cup won (1 van 3 winnaars). Met Olympique Lyon werd hij in 2008 landskampioen en won hij de Coupe de France. In 2007 won hij met hetzelfde Lyon de Trophée des Champions.  Op 2 juli 2010 werd bekend dat Bodmer voor drie miljoen euro de overstap zou maken naar Paris Saint-Germain. Op 31 januari 2013, de laatste dag van de winterse transferperiode, werd hij voor zes maanden aan Saint-Étienne verhuurd, waarmee hij de Coupe de la Ligue won. Hierna kwam hij uit voor OGC Nice, EA Guingamp en Amiens SC.

## Interlandcarrière
In 2002 speelde Bodmer een interland voor Frankrijk onder 21. In 2008 speelde Bodmer een wedstrijd voor de Franse nationale B-ploeg, waarin hij speelde tegen Mali (3–2 winst).

## Erelijst
Lille OSC
- UEFA Intertoto Cup: 2004

 Olympique Lyonnais
- Ligue 1: 2007/08
- Coupe de France: 2007/08
- Trophée des Champions: 2007

 Saint-Étienne
- Coupe de la Ligue: 2012/13